# Enea Vico

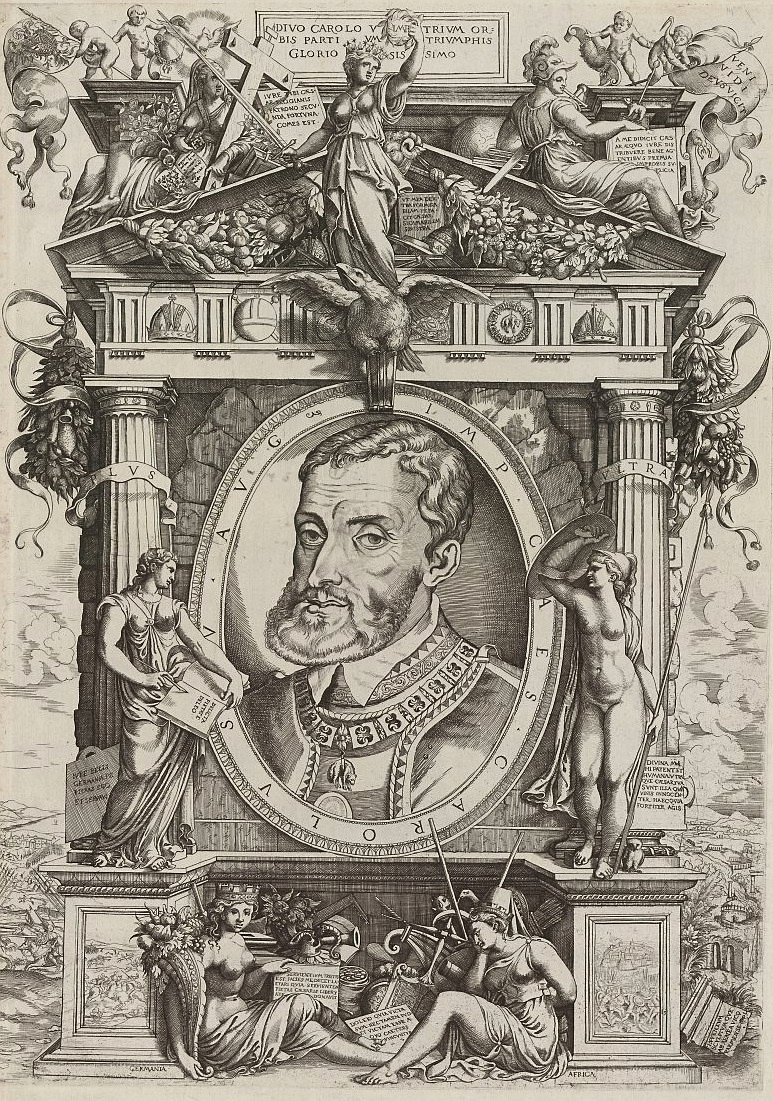
Carlos V, 1550, estampa calcográfica firmada inventum / scultumque ab aenea vico / parmense mdl.

Enea Vico (Parma, 1523-Ferrara, 1567). Grabador y numismático italiano, es recordado principalmente por el retrato del emperador Carlos V derivado de una pintura de Tiziano alabado por el propio emperador. Publicado en 1550, en marco arquitectónico alegórico, a él dedicó Anton Francesco Doni un opúsculo con la declaración de su significado y dedicatoria a Diego Hurtado de Mendoza, y fue posteriormente reutilizado, con distinto marco, como frontispicio de la biografía de Ludovico Dolce, Vita di Carlo Qvinto Imp (Venecia, 1567).

## Biografía
Huérfano de padre y madre con solo dos años y tutelado por un tío paterno, debió de iniciar su aprendizaje en Parma probablemente en el taller de Parmigianino. Trasladado muy joven a Roma, hacia 1541 comenzó a trabajar para los editores Antonio de Salamanca y Antonio Lafreri en la reproducción en estampas calcográficas de arquitecturas clásicas como el anfiteatro de Verona y las columnas de Trajano y de Marco Aurelio, esculturas grecorromanas (Pan y Olimpo, Flora), y gemas y trofeos militares en su mayor parte de la colección Della Valle Capranica, recogidas en el Speculum Romanae Magnificentiae. Más adelante pasó a Florencia, donde en 1545 se encontraba trabajando para Cosme I de Médici, y a Venecia donde en 1548, establecido como grabador y editor independiente, publicó Le immagini degli imperatori. Al servicio de Alfonso II de Ferrara, que en 1562 le había encargado el árbol genealógico de los Este, se trasladó en 1563 a Ferrara para hacerse cargo de la colección anticuaria y numismática ducal, falleciendo en el mismo palacio y en presencia del duque, mientras le mostraba un vaso antiguo, el 17 de agosto de 1567.

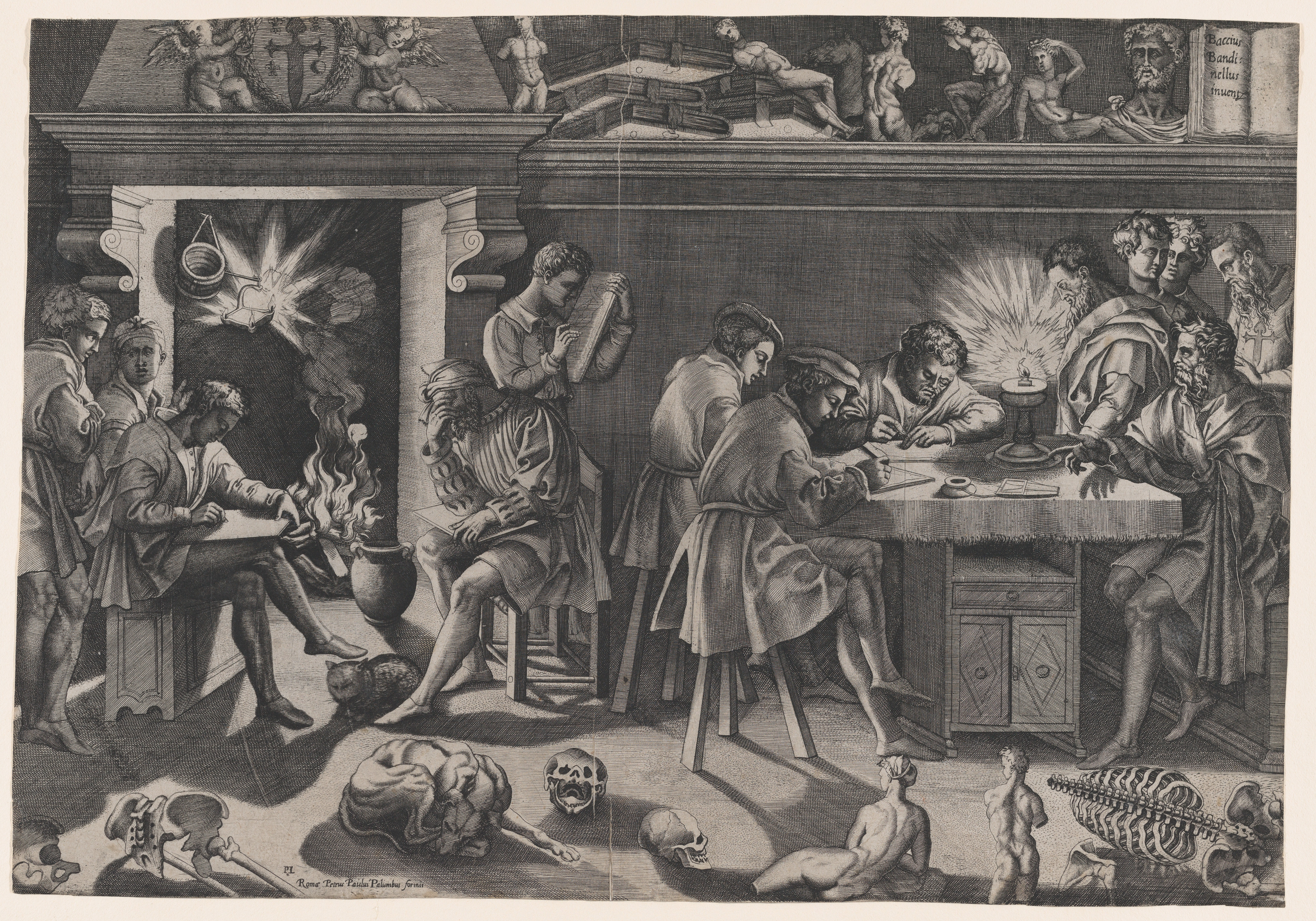
La academia de Baccio Bandinelli, hacia 1545.

Como numismático publicó con ilustraciones propias un tratado dedicado a las medallas de las emperatrices romanas —Imagine delle Donna Auguste, Venecia, 1557, tratado en el que venía trabajando desde 1550— y un discurso para distinguir las medallas auténticas de las falsas: Discorsi di M. Enea Vico parmigiano sopra le medaglie de gli antichi diuisi in due libri. Oue si dimostrano notabili errori di scrittori antichi, e moderni, intorno alle historie romane. Con due tauole, l' una de' capitoli, l' altra delle cose piu notabili..., Venecia, 1558, con prefacio de Ludovico Dolce, obra dedicada a Cosme de Médici cuyo retrato, grabado por el propio Vico, aparece tras la portada calcográfica.
En su extensa producción, cercana a los quinientos grabados, se encuentran también reproducciones de obras Miguel Ángel (Judit y Holofernes de la Capilla Sixtina, 1546), Parmigianino (La fragua de Vulcano), Tiziano (Anunciación, 1548), Alberto Durero (Rinoceronte, 1542) o Baccio Bandinelli.